# Музей Анакостія
Громадський музей Анакостія (англ. Anacostia Museum) — афроамериканський музей вашингтонського району Анакостія, відкритий у 1967 р. в центрі м. Вашингтон, США. Є частиною Смітсонівського інституту.

## Історія
Спочатку установа виникла, як краєзнавчий музей вашингтонського району Анакостія в старому кінотеатрі Карвера на вулиці Мартіна Лютера Кінга — молодшого. Він був творінням на той час секретаря Смітсонівського інституту Сидні Діллона Ріплі (1964—1984).

## Візія
Пріоритетом в роботі музею є збирання, захист і збереження матеріалів, що пов’язані з традиціями сімей, організацій, осіб і громад району Анакостія.

## Фокус
Нещодавно музей було реконструйовано з метою більшої уваги до вивчення артефактів. З цією метою при музеї було відкрито віртуальну академію.

## Академія
Академія музею Анакостія складається з людей, які поширюють свій досвід і враження стосовно матеріальної культури. Збирачі, музейні працівники, студенти, викладачі проводять віртуальні лекції, практичні заняття і презентації для ширшого інформування й втіхи відвідувачів музею. Інформація, яку представляють в рамках роботи академії, становить базу даних постійної експозиції музею для стимулювання осмислення того, яку роль матеріальна культура відіграє в історії й культурі афроамериканців.